# Иустин (Трипольский)
Игумен Иустин (в миру Иван Григорьевич Трипольский; 1741, Полтава — 16 декабря 1809) — игумен Русской православной церкви, архимандрит Акатова Воронежского монастыря.

## Биография
Иван Григорьевич Трипольский родился в 1741 году в Полтаве в семье протоиерея.
Образование получил в Киевской духовной академии, где изучал польский и французский языки. С 1770 года состоял в ней учителем.
В 1773 году назначен учителем грамматики и библиотекарем в Петербургскую духовную академию, осенью получивший класс риторики и пиитики.
25 июня (6 июля) 1773 года пострижен в монашество с именем Иустин. С 1 (12) сентября 1773 года преподавал поэзию, риторику, катехизис, географию.
4 (15) августа 1776 года определен учителем философии, немецкого языка в Псковскую духовную семинарию; 29 января (9 февраля) 1779 года назначен префектом семинарии и учителем, в ней же, польского языка. 26 мая (6 июня) 1781 года Священный Синод Русской православной церкви хотел послать отца Иустина к миссии в Голштинию, но он отказался по слабости здоровья. С 1782 года назначен членом Псковской духовной консистории.
25 июля (5 августа) 1784 года был назначен игуменом Спасомирожского монастыря.
4 (15) сентября 1784 года был назначен настоятелем Николаевского Белгородского монастыря. С 26 июня (7 июля) 1787 года состоял префектом Белгородской семинарии и членом городской духовной консистории. С 26 июля (6 августа) 1790 года преподавал в семинарии богословие, а с 27 июня (8 июля) 1791 года стал её ректором.
23 августа (3 сентября) 1794 года Иустин назначен архимандритом Спасо-Евфимиева Суздальского монастыря, но по болезни не мог отправиться на место назначения.
22 июня (3 июля) 1797 года был назначен настоятелем в Воронежский Акатов монастырь. 15 (26) августа 1797 года возведен в сан архимандрита и назначен учителем богословия в Воронежской семинарии; 23 октября назначен членом Воронежской духовной консистории. 29 ноября (10 декабря) 1798 года назначен ректором Воронежской семинарии. В 1808 году Иустин уволился от должности, по болезни глаз, с пенсиею.
Иустин скончался 16 (28) декабря 1809 года. После него осталась довольно богатая библиотека — до 300 книг, преимущественно на иностранных языках.